# 15986 Фіенґа
15986 Фіенґа (15986 Fienga) — астероїд головного поясу, відкритий 7 грудня 1998 року.
Тіссеранів параметр щодо Юпітера — 3,329.